# Liste der denkmalgeschützten Objekte in Windhaag bei Freistadt
Die Liste der denkmalgeschützten Objekte in Windhaag bei Freistadt enthält die 7 denkmalgeschützten, unbeweglichen Objekte in Windhaag bei Freistadt.

## Denkmäler
| Foto |                 | Denkmal                                                                                        | Standort                                                     | Beschreibung | Metadaten |
| ---- | --------------- | ---------------------------------------------------------------------------------------------- | ------------------------------------------------------------ | --- | --- |
| ja   | Datei hochladen | Pfarrhof HERIS-ID: 19887 Objekt-ID: 16185                                                      | Anton Bruckner Straße 11 Standort KG: Windhaag bei Freistadt | Ein ehemaliger, zweigeschoßiger Wirtschaftshof aus dem Jahr 1706 mit einem Walmdach. Im Inneren Kreuzgratgewölbe und Holzbalkendecken aus dem Erbauungsjahr. | BDA-Hist.: Q37849499 Status: § 2a Stand der BDA-Liste: 2025-06-30 Name: Pfarrhof GstNr.: 1148/2                                                        |
| ja   | Datei hochladen | Freilichtmuseum Hofwieshammer HERIS-ID: 19895 Objekt-ID: 16193                                 | bei Felberbachstraße 5 Standort KG: Windhaag bei Freistadt   | Der letzte Sägehammer Österreichs, stammt aus dem 16. Jahrhundert und war bis 1938 in Betrieb. | BDA-Hist.: Q37849557 Status: Bescheid Stand der BDA-Liste: 2025-06-30 Name: Freilichtmuseum Hofwieshammer GstNr.: .36, .37                             |
| ja   | Datei hochladen | Figurenbildstock hl. Johannes Nepomuk mit Florian und Donatus HERIS-ID: 19888 Objekt-ID: 16186 | Markt Standort KG: Windhaag bei Freistadt                    | Die Säule stammt aus dem Jahr 1731 mit den Heiligen Nepomuk, Florian und Donatus auf einem hohen Volutensockel. | BDA-Hist.: Q37849503 Status: § 2a Stand der BDA-Liste: 2025-06-30 Name: Figurenbildstock hl. Johannes Nepomuk mit Florian und Donatus GstNr.: 2440/2   |
| ja   | Datei hochladen | Kath. Pfarrkirche hl. Stephanus HERIS-ID: 19886 Objekt-ID: 16184                               | Markt 13 Standort KG: Windhaag bei Freistadt                 | Die Kirche wurde 1380 als Filiale der Pfarre Grünbach genannt. Grünbach wurde 1705 Pfarre und blieb wie Grünbach dem Stift Sankt Florian inkorporiert. Die um 1300 erbaute Kirche umfasst vier östlich Joche des Langhauses, die Reste des damals dazugehörigen quadratischen Chores wurden 1990 ergraben. Der folgende Umbau erfolgte ab 1487, 1507 mit der Weihe eines Marien- und Martinaltares, bis 1520 wurde das ältere Langhaus gotisiert, der Chor und der Südturm neu erbaut. Nach einem Brand 1872 erfolgte die Verlängerung des Langhauses um zwei Joche nach Westen. Nordseitig steht ein barocker Sakristeianbau mit 1713 am Portal, die Sakristei wurde 1990 erweitert. Weiters erhielt die Kirche am Langhaus eine südseitige Portalvorhalle mit einem Treppenaufgang zur Empore. | BDA-Hist.: Q37849494 Status: § 2a Stand der BDA-Liste: 2025-06-30 Name: Kath. Pfarrkirche hl. Stephanus GstNr.: .63 Pfarrkirche Windhaag bei Freistadt |
| ja   | Datei hochladen | Waldmuseum, Mühlviertler Waldhaus HERIS-ID: 19891 Objekt-ID: 16189                             | Markt 11 Standort KG: Windhaag bei Freistadt                 | Ein Waldlehrpfad und das Waldhaus vermitteln einen tiefen Einblick in den Lebensraum Wald. Das Museum wurde 1843 erbaut und bis 1969 als Schule genutzt. Zum alten geschützten Haus wurde 2015 das Green Belt Center angebaut, sodass beide Gebäude unter gleicher Adresse heute als Museum dienen. | BDA-Hist.: Q37849522 Status: § 2a Stand der BDA-Liste: 2025-06-30 Name: Waldmuseum, Mühlviertler Waldhaus GstNr.: 998/2                                |
| ja   | Datei hochladen | Brunnen HERIS-ID: 19889 Objekt-ID: 16187                                                       | bei Markt 20 Standort KG: Windhaag bei Freistadt             | Der Brunnen besitzt ein rechteckiges Becken und ist mit 1815 bezeichnet. | BDA-Hist.: Q37849509 Status: § 2a Stand der BDA-Liste: 2025-06-30 Name: Brunnen GstNr.: 2440/1                                                         |
| ja   | Datei hochladen | Altes Schulhaus, Ehem. Bruckner-Schule HERIS-ID: 19893 Objekt-ID: 16191                        | Markt 34 Standort KG: Windhaag bei Freistadt                 | Ein eingeschoßiger Bau, der 1784 urkundlich erwähnt wurde. Der Schulbetrieb lief bis 1843. Anton Bruckner war von 1841 bis 1843 Lehrer und schrieb hier die sogenannte Windhaager Messe. | BDA-Hist.: Q37849544 Status: Bescheid Stand der BDA-Liste: 2025-06-30 Name: Altes Schulhaus, Ehem. Bruckner-Schule GstNr.: .60                         |